# Fëdor Vasil'evič Čuchrov
Fëdor Vasil'evič Čuchrov (in russo Фёдор Васильевич Чухров?; Egor'evsk, 2 luglio 1908 – 1988) è stato un mineralogista russo.

## Biografia

### Formazione e carriera
Mineralogista e geochimico, a partire dal 1970 fu membro dell'Accademia delle scienze dell'ex-URSS e membro del CPSU a partire dal 1953.
Diplomato nel 1932 all'Istituto di Ricerche Geologiche di Mosca, lavorò dal 1936 al 1956 presso l'Istituto di Scienze Geologiche dell'Accademia delle Scienze.
Nel 1956 divenne direttore degli Istituti di Geologia dei Minerali Metallici, Petrografia, Mineralogia e Geochimica dell'Accademia delle Scienze.
Nel 1951 ricevette lo State Prize dell'URSS e venne insignito di numerosi ordini e medaglie, fra i quali l'Ordine di Lenin.

### Studi e ricerche
Il principale settore di attività di Čuchrov fu la mineralogia dei depositi metallici e la geochimica dei processi di formazione relativi.
Effettuò ricerche relative alla zona d'ossidazione dei depositi di solfuri, studiò i minerali delle argille e pubblicò numerosi lavori fra i quali una enciclopedia della mineralogia, basata su una personale classificazione cristallochimica.
In suo onore venne così denominata la specie minerale chukhrovite, un fluoruro complesso di calcio, alluminio, ittrio.

## Opere
Alcune fra i lavori principali:
- Zona okisleniia sul'fidnykh mestorozhdenii stepnoi chasti Kazakhstana. Moscow, 1950.
- Kolloidy v zemnoi kore, [2nd ed.]. Moscow, 1955.
- Mineralogiia i zonal'nost' Vostochnogo Kounrada. Moscow, 1960.